# Le Secret de La Licorne
Vous lisez un « bon article » labellisé en 2021.
Pour les articles homonymes, voir Le Secret de La Licorne (homonymie).
Le Secret de La Licorne est un album de bande dessinée, le onzième des Aventures de Tintin, créées par le dessinateur belge Hergé. Il constitue la première partie d'un diptyque qui s'achève avec Le Trésor de Rackham le Rouge.
L'histoire est d'abord publiée quotidiennement en noir et blanc dans le journal Le Soir, du 11 juin 1942 au 14 janvier 1943. L'album en couleurs paraît le 5 octobre 1943. La publication de ce récit a donc lieu pendant l'occupation allemande de la Belgique, mais aucun élément de l'intrigue n'évoque ce contexte de guerre. En amenant Tintin sur la piste d'un trésor caché, un thème très présent dans la littérature populaire, Hergé choisit l'évasion littéraire de son héros, comme pour fuir l'actualité oppressante de son époque.
Le scénario, qui doit beaucoup à la participation de Jacques Van Melkebeke, ami et collaborateur d'Hergé, est placé dans les traces des grandes références du genre, comme L'Île au trésor de Robert Louis Stevenson, Les Enfants du capitaine Grant de Jules Verne ou Robinson Crusoé de Daniel Defoe. En ce qui concerne l'aspect graphique, l'album se distingue par un souci de réalisme et un niveau de détail très élevé dans les décors. Pour ce faire, Hergé a étudié de nombreux modèles réduits des vaisseaux de la flotte de Louis XIV, comme le Brillant, et même fait réaliser une maquette de La Licorne afin de pouvoir la représenter sous différents angles.
Salué comme une des plus grandes réussites narratives d'Hergé, Le Secret de la Licorne voit la première apparition dans Les Aventures de Tintin du château de Moulinsart, qui deviendra un lieu emblématique de la série, et du personnage de Nestor, le majordome. Le personnage du capitaine Haddock, dont c'est la troisième apparition, y trouve une dimension nouvelle, dans la mesure où la recherche du trésor se double pour lui d'une quête d'identité sur les traces de son aïeul, le chevalier François de Hadoque.
Le film Les Aventures de Tintin : Le Secret de La Licorne, réalisé par Steven Spielberg (2011), est en partie adapté de l'album.

## L'histoire

### Résumé

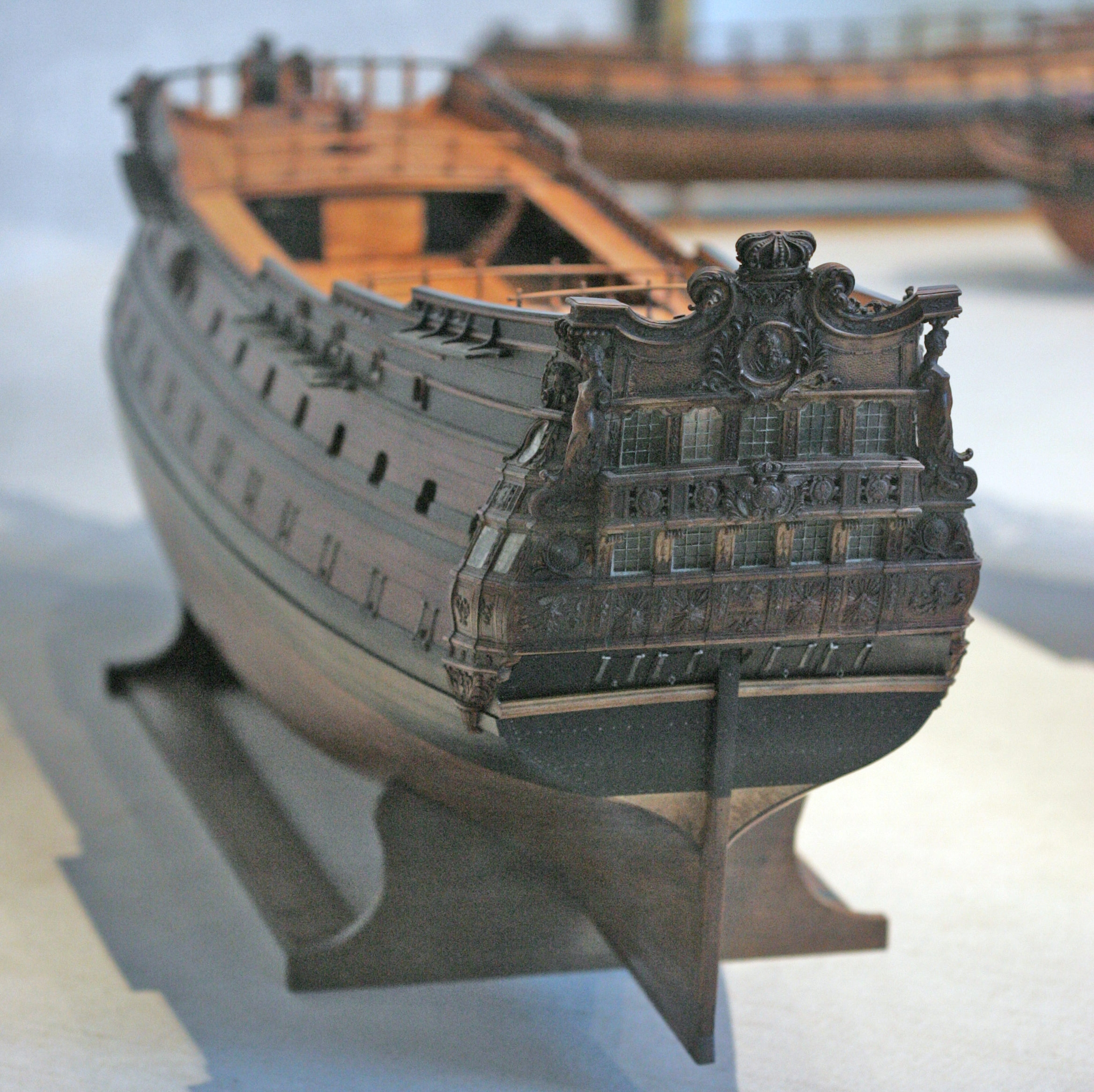
Modèle réduit du Brillant, vaisseau de la flotte de Louis XIV qui a inspiré le dessin de La Licorne.

Tintin se rend au Vieux Marché où il croise les Dupondt qui enquêtent sur une mystérieuse affaire de vol à la tire. Il achète ensuite une maquette de navire qu'il compte offrir au capitaine Haddock, mais il n'a pas encore réglé la somme que deux hommes, le collectionneur Ivan Sakharine et un certain Barnabé, insistent pour la lui racheter. Tintin refuse et montre son cadeau au capitaine qui, stupéfait, reconnaît le navire La Licorne que commandait son ancêtre le chevalier de Hadoque.
Les deux amis se rendent chez le capitaine pour s'en assurer, mais pendant ce temps, la maquette est dérobée chez Tintin qui soupçonne immédiatement monsieur Sakharine. Il court chez ce dernier qui lui apprend l'existence de plusieurs exemplaires de la maquette. De retour chez lui, Tintin retrouve son appartement sens dessus dessous. En rangeant ses affaires, il découvre un parchemin, probablement échappé du mât de la Licorne, portant un message énigmatique ainsi qu'une série de chiffres : 

« Trois frères unys. Trois licornes de conserve vogant au soleil de midi parleron.
Car c'est de la lumière que viendra la lumière. Et resplendira la † de l'Aigle »

Il retourne chez le capitaine Haddock qui, plongé dans les Mémoires de son aïeul, fait revivre la scène de la capture du vaisseau par l'équipage du pirate Rackham le Rouge. Un temps prisonnier, le chevalier de Hadoque parvient à s'échapper après avoir tué le pirate à l'issue d'un duel et dérobé son butin. Réfugié sur une île, il rédige ses Mémoires et construit trois modèles réduits de la Licorne qu'il lègue à chacun de ses fils. Tintin comprend que chaque exemplaire du bâtiment renferme une partie de l'énigme et que leur réunion permettra la découverte de l'emplacement du trésor.
Les péripéties s'enchaînent : tandis que les Dupondt sont toujours sur la piste des mystérieux pickpockets, Sakharine et Barnabé sont tour à tour agressés, avant que Tintin soit lui-même enlevé et conduit dans la cave du château de Moulinsart, détenu par deux antiquaires, les frères Loiseau. Tintin parvient à s'évader de la cave et à alerter le capitaine Haddock avant d'être surpris par Nestor, le majordome. Repris par ses ravisseurs, Tintin est finalement sauvé par Milou, le capitaine et les Dupondt, mais l'un des deux frères, Maxime, s'échappe en emportant l'un des parchemins.
Les Dupondt finissent par mettre la main sur l'auteur des vols à la tire, Aristide Filoselle. Tintin, présent lors de l'arrestation, retrouve deux parchemins dans le portefeuille de Maxime Loiseau, subtilisé quelques jours plus tôt. Ce dernier, finalement arrêté dans sa fuite, livre le troisième. En exposant à la lumière les trois morceaux de papier superposés, Tintin fait apparaître la latitude et la longitude d'une île où serait enterré le trésor.
L'histoire se poursuit dans l'album suivant, Le Trésor de Rackham le Rouge.

### Personnages
Apparu dans Le Crabe aux pinces d'or, le capitaine Haddock devient un personnage central des Aventures de Tintin par le biais du Secret de la Licorne. Le lecteur découvre l'existence de son aïeul, le chevalier François de Hadoque, dont il est le sosie et qui tient lui aussi une place importante dans cette intrigue en figurant dans treize planches. Capitaine du vaisseau La Licorne en 1698, le chevalier sert dans la Marine de Louis XIV. Il est également propriétaire du château de Moulinsart. Il affronte le pirate Rackham le Rouge, à la tête d'une galiote et d'un équipage fourni.
Tout comme ces deux navigateurs, d'autres personnages font leur seule apparition dans la série au sein de cette aventure. C'est le cas des frères Loiseau, antiquaires qui occupent le château de Moulinsart et se montrent prêts à tout pour récupérer les parchemins qui indiquent l'emplacement du trésor. Ivan Ivanovitch Sakharine est un collectionneur rencontré par Tintin au marché ; il souhaite racheter au héros la maquette de la Licorne, avant d'être agressé par les frères Loiseau, tout comme Barnabé, associé aux deux antiquaires avant d'être abattu. Aristide Filoselle est un fonctionnaire retraité kleptomane, qui dérobe des portefeuilles pour enrichir sa collection. Il subtilise ceux de Tintin et des frères Loiseau avant d'être démasqué. Si son identité n'est révélée qu'à la fin du récit, le pickpocket apparaît en fait dès le début de l'album : il est représenté au centre de la première planche, contre le bord droit de la sixième vignette, parmi les badauds qui fréquentent le Vieux Marché.
Amené à devenir un personnage récurrent, Nestor fait lui aussi sa première apparition. Majordome au service des frères Loiseau au château de Moulinsart, il est innocenté par Tintin qui met en avant sa bonne foi, considérant qu'il a été trompé par ses employeurs.

### Lieux visités

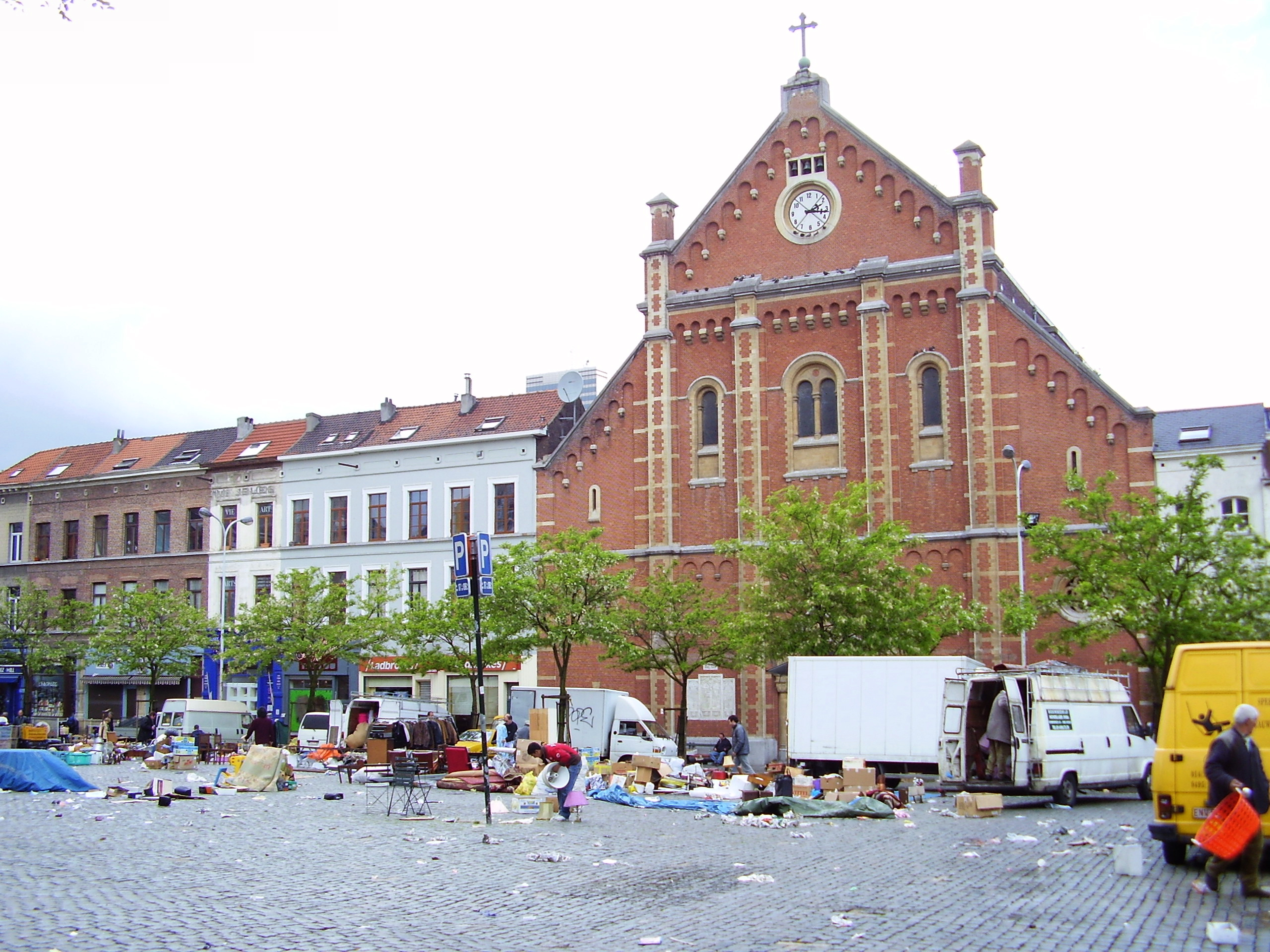
La place du Jeu de Balle à Bruxelles a inspiré celle du Vieux Marché dans Le Secret de La Licorne.

L'histoire se déroule à Bruxelles et ses environs, même si le nom de la ville n'est pas cité. C'est d'ailleurs la première aventure de Tintin qui se déroule entièrement en Belgique, Les Bijoux de la Castafiore étant la seconde. La place du Vieux Marché, où commence l'intrigue, est directement inspirée de celle du Jeu de Balle, dans le quartier des Marolles, où se tient quotidiennement un marché aux puces. Hergé y glisse une allusion dans la première planche en présentant Milou se grattant vigoureusement, aux prises avec des puces.
La seule indication géographique donnée dans l'album est l'adresse fictive du collectionneur Ivan Sakharine, au no 21 de la rue de l'Eucalyptus. Les appartements de Tintin et du capitaine Haddock, dans lesquels se déroule une grande partie des péripéties, ne sont pas localisés précisément. Le château de Moulinsart, qui deviendra par la suite un lieu récurrent de la série, apparaît pour la première fois. Il est probablement situé dans la proche campagne bruxelloise.
La particularité de l'album est de proposer treize planches dont tout ou partie du dessin se situe dans un autre cadre spatio-temporel : le récit du combat entre La Licorne, le navire du chevalier de Hadoque, et celui du pirate Rackham le Rouge, qui se déroule dans la mer des Caraïbes, à la fin du XVIIe siècle.

## Création de l'œuvre

### Contexte d'écriture

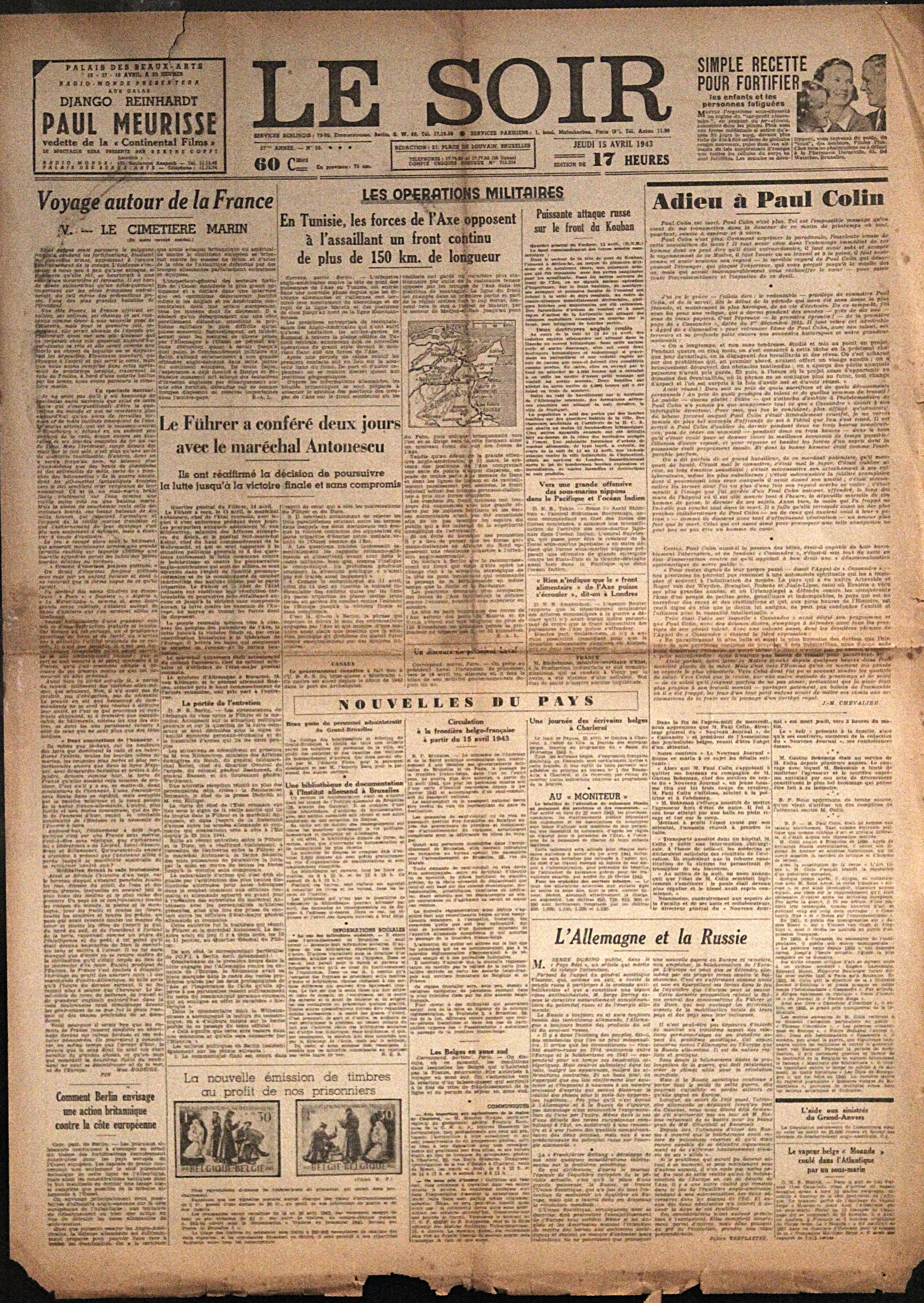
Le Soir (ici du 15 avril 1943) dans lequel paraît l'histoire du Secret de La Licorne.

La Belgique subit l'occupation de son territoire par l'Allemagne depuis le 28 mai 1940, mais d'un point de vue artistique, ce contexte de guerre constitue un certain « âge d'or » de la création. Pour Hergé comme pour de nombreux artistes et écrivains, c'est le temps de « l'accomodation » qui commence et cette période est particulièrement prolifique, comme le révèlent « la qualité, la richesse et l'abondance de leur travail ». L'invasion allemande entraîne la disparition du Petit Vingtième et, de fait, la parution de Tintin au pays de l'or noir est interrompue. Au mois d'octobre 1940, Hergé rejoint le quotidien Le Soir dont la publication se poursuit sous l'impulsion de journalistes collaborateurs, parmi lesquels se trouve le nouveau rédacteur en chef, Raymond De Becker, et avec l'accord de la propagande nazie qui en fait « un instrument privilégié de pénétration de l'opinion publique ».
Dès lors, Hergé adopte une attitude jugée ambiguë par la suite : en acceptant de travailler sans scrupules pour un journal considéré comme « volé », l'auteur cherche avant tout à développer ses créations artistiques en profitant de l'absence de concurrence française pour s'imposer. Pour l'auteur, le rayonnement de son œuvre compte plus à ses yeux qu'une certaine éthique, et il semble être indifférent aux événements de son époque. L'ambiguïté de sa situation est renforcée quand il s'engage personnellement auprès des autorités allemandes pour obtenir des suppléments de papier, ou quand il présente des caricatures de commerçants juifs dans L'Étoile mystérieuse qui peuvent être considérées comme antisémites.
Dès son entrée au Soir, Hergé signe Le Crabe aux pinces d'or, immédiatement suivi de L'Étoile mystérieuse, deux aventures qui montrent les hésitations de l'auteur quant à l'orientation qu'il souhaite donner à sa série, entre engagement de son héros dans les événements du siècle ou poursuite de ses aventures dans un univers plus imaginaire. C'est dans ce contexte que naît Le Secret de La Licorne, le premier volet d'un diptyque qui marque le choix de l'évasion littéraire de Tintin, ce qui peut être vu comme un moyen pour Hergé de fuir l'actualité oppressante de son époque,.

### Écriture du scénario
Dès la construction de son nouveau récit, Hergé choisit d'étaler l'histoire sur deux albums ; Le Secret de La Licorne trouve son prolongement dans Le Trésor de Rackham le Rouge. Les deux albums, dépendants l'un de l'autre, forment un ensemble. Si ce premier diptyque de l'œuvre d'Hergé lui permet de « laisser libre cours à ses talents de conteur », c'est surtout un moyen qu'il utilise pour contourner les exigences de son éditeur. En effet, Casterman impose à Hergé de respecter un format à 62 pages pour la publication en album, ce qui contraint sa narration et l'oblige à supprimer certains passages lors de la refonte de ses premières aventures. C'est le cas notamment de Tintin au Congo qui comportait 115 pages à sa création.
L'histoire du Secret de La Licorne doit une part importante de son scénario à l'apport de Jacques Van Melkebeke, au point que ce dernier peut être considéré comme le véritable coscénariste de cette aventure, selon l'analyse de Benoît Peeters. Sa contribution est manifeste et, contrairement aux précédents albums de la série, l'inspiration du Secret de La Licorne est davantage romanesque. Plus imprégné de culture littéraire, son influence se ressent dans l'utilisation de certains codes des romans d'aventures, notamment ceux de Jules Verne, mais également par des références théologiques qui étaient absentes des premières aventures de Tintin. Ainsi les références bibliques sont nombreuses dans ce diptyque : les trois maquettes du navire, « trois frères unys », renvoient à la Trinité, tandis que la basilique Saint-Pierre est citée dans Le Trésor de Rackham le Rouge, une aventure qui s'achève par la découverte du trésor aux pieds d'une statue de Saint-Jean l'évangéliste, la fameuse « croix de l'Aigle » de l'énigme.
Comme une signature, Van Melkebeke est représenté par Hergé sous les traits d'un acheteur du Vieux Marché, tenant un livre à la main, dans l'une des cases de la deuxième planche de l'album.

### Sources et inspirations

#### L'influence du quotidien et de l'environnement d'Hergé
Dans Le Secret de La Licorne, Hergé glisse une allusion directe à la vie quotidienne de son époque : alors que la Belgique subit l'Occupation allemande pendant la Seconde Guerre mondiale, le carburant est rationné et l'usage de la voiture devient restreint. Ainsi, alors que Tintin a l'habitude d'utiliser des véhicules à moteur dans les aventures précédentes, il se déplace cette fois exclusivement à pied. De même, l'épisode du pickpocket du Vieux marché est inspiré d'un fait réel : en 1942, de nombreux vols de portefeuille commis à Bruxelles font la une des journaux.
Les rues de la capitale belge font référence pour l'élaboration des décors, notamment la place du Vieux marché, qui est une copie de celle du Jeu de Balle et de son marché aux puces. Pour dépeindre l'atmosphère verdoyante qui entoure le château de Moulinsart, et notamment son parc dans lequel Tintin essaie d'échapper aux frères Loiseau et à leur chien sous d'épaisses futaies, Hergé s'inspire des paysages du Brabant wallon. Quant au nom du monument, il est construit à partir de celui du hameau de Sart-Moulin, situé à Braine-l'Alleud, où réside l'un des amis d'Hergé.

#### Documentation maritime

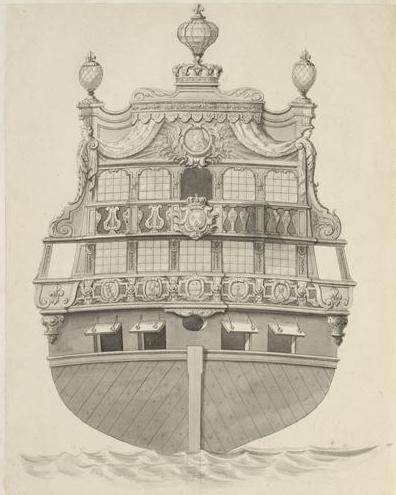
Dessin du tableau arrière du Brillant, par Jean Bérain.

Le monde de la mer et des bateaux n'est pas familier d'Hergé qui lui préfère celui des voitures et des avions, mais ce dernier commence à s'y intéresser vers la fin des années 1930. C'est principalement grâce à ses relations qu'il réunit une importante documentation, notamment par le biais du collectionneur et écrivain Alexandre Berqueman, pour qui il a réalisé une couverture. Un lustre en forme de barre à roue qui trônait dans la salle de marine du collectionneur a servi de modèle à celui qui tombe sur la tête du capitaine Haddock pendant qu'il raconte les mémoires de son aïeul. De même, l'un des ouvrages maritimes de Berqueman, L'Art et la mer, est reproduit sur une table du salon du collectionneur Ivan Sakharine,.
Les carnets de croquis d'Hergé témoignent de ses nombreuses recherches pour parvenir à dessiner La Licorne et lui conférer le plus grand réalisme historique possible. Il réunit une abondante documentation et s'appuie notamment sur la collection de maquettes du prince Rodolphe de Croÿ, mais c'est d'un navire de ligne de second rang de la Marine royale française, Le Brillant, qu'il s'inspire directement pour concevoir l'allure générale du vaisseau,. Il sollicite également son ami Gérard Liger-Belair, gérant d'un magasin de modèles réduits à Bruxelles, pour construire une maquette précise de La Licorne qui doit permettre d'une part de vérifier la conformité du vaisseau qu'il a dessiné, et d'autre part de le représenter de façon réaliste sous différents angles,. Les deux hommes avaient déjà collaboré en 1939 quand Hergé lui avait demandé de concevoir une maquette du Stratonef H.22, l'appareil futuriste qu'il avait inventé pour son autre série, Les Aventures de Jo, Zette et Jocko. Plusieurs hypothèses ont été émises concernant le nom du navire. Il pourrait être inspiré de la rue de la Licorne, située près du domicile de Jacques Van Melkebeke, d'une librairie bruxelloise reconvertie en galerie d'art et où l'on vendait des maquettes de bateaux, ou encore de celui d'un navire du roman Seconde Patrie, de Jules Verne.

#### Références littéraires

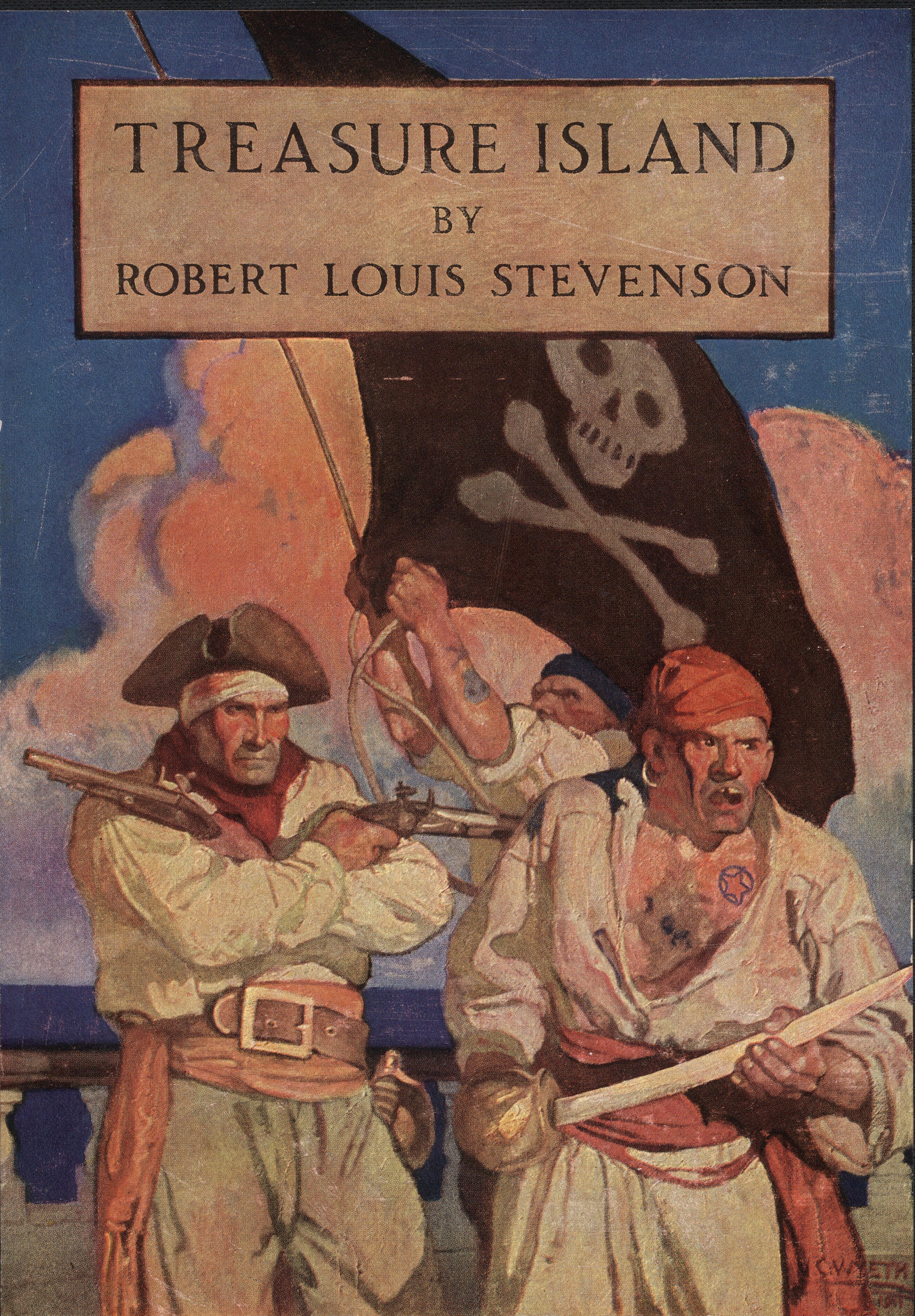
L'Île au trésor est une des inspirations de l'album.

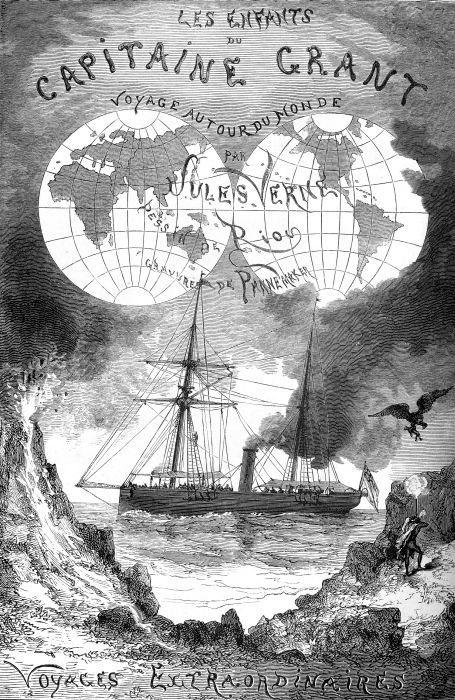
Les Enfants du capitaine Grant (1868) et Le Secret de La Licorne partagent plusieurs éléments de l'intrigue.

#### Robert Louis Stevenson
Jacques Van Melkebeke fournit à Hergé des références à des chefs-d'œuvre de la littérature populaire, au premier rang desquels figure L'Île au trésor, le roman phare de Robert Louis Stevenson qui est aussi l'un des livres préférés d'Hergé. 
Les péripéties du roman de Stevenson, L'Île au trésor pour mettre la main sur la carte au trésor ont inspiré celle de l'album d'Hergé pour récupérer les trois parchemins.
Plusieurs éléments de l'intrigue et en particulier ceux relatifs à la recherche du trésor dans la deuxième partie du récit, Le Trésor de Rackham le Rouge, font directement référence à l'ouvrage de Stevenson, en évoquant un trésor caché dans une île des Caraïbes et dont la découverte requiert de décrypter des messages énigmatiques. Aussi, l'un des jurons le plus souvent proférés par le capitaine Haddock, « Mille tonnerres », est fréquemment utilisé par le capitaine Billy Bones dans L'Île au trésor, de même que l'un des refrains du roman, « Et yo-ho-ho ! Et une bouteille de rhum », est repris dans l'histoire d'Hergé.

#### Daniel Defoe
Par ailleurs, la situation du chevalier de Hadoque, naufragé solitaire sur une île qu'il croit déserte, peut être rapprochée de celle de Robinson Crusoé, le héros de Daniel Defoe. L'écrivain anglais est aussi l'auteur d'une Histoire générale des pirates qui a pu servir de référence au Secret de la Licorne, en particulier pour la scène de beuverie après la capture du navire. De même, Le Capitaine du Connecticut, un roman de C. S. Forester lu par Hergé, met en scène un pirate haïtien dénommé Lerouge. L'année suivante, un autre livre a été écrit par Daniel Defoe, en 1720, « La vie, les aventures et les pirateries du capitaine Singleton », lui-même inspiré par des textes imprimés à Londres au début du 18e siècle et qui inspireront « Swallows and Amazons », roman d'aventure de son futur biographe Arthur Ransome. Dans une lettre de juillet 1984, Robert-Louis Stevenson avait demandé à son ami Sydney Colvin de lui envoyer une copie de cet autre livre de Daniel Defoe.

#### Jules Verne
L'influence de Jules Verne, dont Van Melkebeke est un lecteur assidu, est, elle aussi, manifeste. D'une part, les trois parchemins qui font découvrir à Tintin l'emplacement de la Licorne font référence aux trois fragments de papier qu'il faut décrypter pour retrouver l'emplacement d'une île dans le roman Les Enfants du capitaine Grant, mais on peut aussi évoquer la scène du vaisseau englouti avec son trésor, présente quant à elle dans Vingt Mille Lieues sous les mers. 

#### Edgar Allan Poe
De même, la lecture par transparence des coordonnées géographiques inscrites sur les parchemins rappelle la nouvelle d'Edgar Allan Poe, Le Scarabée d'or, dans laquelle un parchemin exposé à une source de chaleur révèle les inscriptions qui permettent de localiser le trésor du célèbre Cap'tain Kidd..

#### Décors et costumes
| |  |
| Les pirates John Rackham et Montbars l'Exterminateur, d'après une gravure anonyme de 1725 et une gravure de 1807 par Coqueret d'après un dessin de Rascalon. |  |

Les costumes des personnages d'Hergé s'appuient eux aussi sur des références littéraires ou historiques. Rackham le Rouge, dont le patronyme reprend celui du pirate britannique John Rackham, dit Calico Jack, porte le même costume que le pirate français Daniel Monbars, tel qu'il est représenté par le graveur Boris Grosser (1889-1982) sur la couverture du livre de Maurice Besson Les Frères de la Coste, paru en 1928 et conservé par Hergé dans ses archives. Grosser s'était inspiré d'une gravure de 1807 reproduite dans le même ouvrage.
La tenue des membres d'équipage de La Licorne copie quant à elle le dessin réalisé par Alfred de Marbot des uniformes militaires des matelots de la marine royale au temps de Louis XIV.
Enfin, le château de Moulinsart est une copie quasi parfaite du château de Cheverny, amputé de ses deux tours latérales, et dont plusieurs éléments mobiliers ont servi à Hergé pour le décor de son château. Par ailleurs, les antiquités entassées par les frères Loiseau dans les sous-sols du château sont inspirées des gravures publiées dans l'encyclopédie Larousse.

## Parution et traductions
L'histoire paraît initialement en noir et blanc sous forme de feuilleton quotidien dans le journal Le Soir à partir du 11 juin 1942. Chaque épisode adopte la forme d'un strip, une bande d'environ quatre cases, soit environ le tiers d'une planche d'album. Hergé référence chacune de ces bandes en inscrivant un H suivi de son numéro d'ordre en bas à droite de la dernière case. Le dernier strip de l'aventure, numéroté H174, paraît le 14 janvier 1943. La parution de la deuxième partie de l'histoire, Le Trésor de Rackham le Rouge, débute le 19 février suivant. Comme pour les précédentes aventures, Le Secret de la Licorne paraît en France dans le magazine hebdomadaire Cœurs vaillants, à partir du 19 mars 1944. Sous le titre De  erfenis van Haddock, littéralement « L'héritage d'Haddock », l'histoire est publiée en flamand dans Het Laatste Nieuws à partir du 25 avril 1944, mais sa parution est interrompue par la Libération.
La parution de l'album en couleurs aux éditions Casterman, à l'automne 1943, connaît un vif succès. Les 30 000 exemplaires de la première édition sont vendus en totalité en seulement quelques semaines. Alors que Casterman souhaite conquérir de nouveaux marchés, Le Secret de la Licorne et Le Trésor de Rackham le Rouge sont, en 1952, les premières aventures de la série à être publiées directement en album au Royaume-Uni, de même qu'en Espagne et en Allemagne. Le tirage est limité à 2 000 exemplaires et le succès n'est pas au rendez-vous. Il ne s'agit pas, toutefois, de la première incursion de Tintin au Royaume-Uni : l'année précédente, Le Sceptre d'Ottokar avait été publié de manière périodique dans le journal Eagle. Si la première édition britannique se vend difficilement, le diptyque bénéficie d'une nouvelle traduction sept ans plus tard aux éditions Methuen. En 1958, les éditions Juventud publient une nouvelle traduction pour l'Espagne, puis, l'année suivante, Le Secret de La Licorne est diffusé aux États-Unis par Golden Press. Une traduction en arabe, ainsi qu'une en hébreu, sont éditées en 1972, respectivement par Dar Al Maaref et Mizrahi.
Traduit dans de nombreuses autres langues, comme les autres albums de la série, Le Secret de La Licorne bénéficie de certaines traductions originales, comme une version wolof, parue sous le titre Kumpag Wangalang Wi en Belgique en 2012, puis au Sénégal l'année suivante. L'album a également été traduit dans plusieurs langues régionales, comme en basque en 1986, en breton en 1993 ou en gallo en 2005, ainsi qu'en créole réunionnais et antillais en 2011.

## Analyse

### Analyse critique

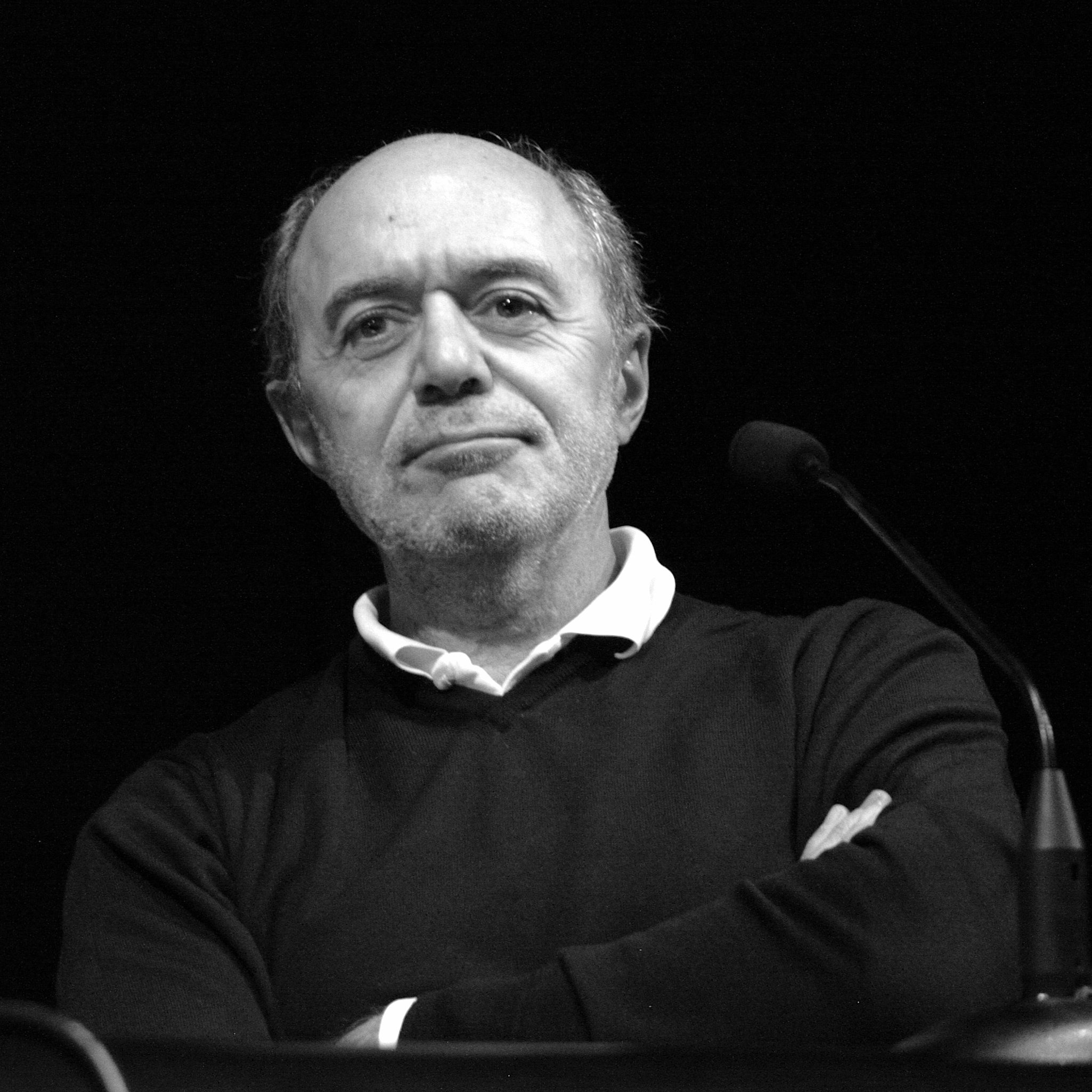
Pierre Assouline souligne la maîtrise graphique d'Hergé.

Selon Benoît Peeters, Le Secret de La Licorne est l'une des plus grandes réussites narratives d'Hergé car « il parvient à mener de front trois intrigues [...] qui s'entrelacent de manière subtile, sans que la lisibilité de l'aventure soit jamais mise en péril ». Ces trois intrigues, l'affaire des vols de portefeuille, l'ascendance du capitaine Haddock et la chasse au trésor, se mêlent de façon complémentaire et confèrent à cette aventure un rythme digne des « romans policiers et des films de cape et d'épée ».
Pour Pierre Assouline, ce diptyque marque une nouvelle étape dans le travail d'Hergé ainsi que dans la maîtrise de son art. Il juge l'œuvre « attachante » parce qu'« elle fait la part belle au rêve, au mythe et à l'évasion », mais aussi parce que l'apparition du château de Moulinsart dans la série donne « un port d'attache » à la « famille de Tintin », qui devra dorénavant « renouveler son inspiration sans renoncer ni à cette unité de lieu qu'est le château ni au franchissement des frontières que suggère l'exotisme ». Par ailleurs, l'album marque une rupture avec les précédents dans le sens où Tintin délaisse l'engagement politique et l'intérêt collectif pour un enjeu d'ordre privé, en aidant le capitaine Haddock « à résoudre sa quête d'identité »,.
La scène du récit de l'abordage de La Licorne retient particulièrement l'attention des spécialistes de l'œuvre d'Hergé, qui la considèrent comme un exemple du génie de l'auteur. L'enclave narrative commence à la planche 15 : le capitaine Haddock, habité par l'esprit de son aïeul, en raconte les Mémoires à Tintin. D'une case à l'autre, les deux scènes se mélangent, passant du décor particulièrement sobre de l'appartement du capitaine Haddock, traduit par un aplat de couleur, à celui richement détaillé de l'abordage de La Licorne par le vaisseau pirate. Peu à peu, les deux semblent se confondre, et la scène culmine lorsqu'à l'issue du combat, Haddock troue le portrait de son aïeul, son visage prenant littéralement la place de celui du chevalier. Benoît Peeters considère qu'Hergé opère ainsi une fusion totale entre les deux personnages, tandis que Michel Porret explique que « lu et mimé par Haddock à Tintin, […] le manuscrit des Mémoires du chevalier de Hadoque est un récit enclavé qui inscrit le passé (prestigieux), le présent (épisode en cours) et l'avenir (son développement en lien avec les épisodes suivants) dans la narration et la dramaturgie des exploits du reporter sans plume qu'Hergé donne à lire. »

### Style narratif
La construction du récit suit une structure habituelle dans les Aventures de Tintin, en commençant par un épisode banal de la vie quotidienne (la promenade au marché de Tintin) rapidement bouleversé par une découverte qui sert d'élément déclencheur de l'intrigue. Cette structure canonique, est mise en lumière par Renaud Nattiez, qui l'identifie dans seize histoires successives de Tintin, allant de L'Oreille cassée aux Bijoux de la Castafiore. Pour autant, Le Secret de La Licorne se distingue du reste de la série dans la mesure où l'élément perturbateur n'apparaît pas au sein de l'incipit. La première planche présente en effet la vague de vols à la tire dont l'importance narrative se révèlera finalement plus faible que celle de la recherche des trois Licornes. Hergé brouille ainsi les pistes, d'autant plus que Tintin ne joue qu'un rôle secondaire dans la planche, le premier rôle étant dévolu aux Dupondt, comme si l'auteur voulait faire croire au lecteur que la série de vols constituera le propos central de l'intrigue.
Par ailleurs, la narration est contrainte par le format qu'Hergé doit adopter pour la parution de son aventure dans Le Soir. En raison de la pénurie de papier qui frappe l'ensemble des journaux dans ce contexte de guerre, Hergé ne peut faire paraître qu'un seul strip par jour, soit une bande formée de trois ou quatre cases. Cela l'oblige, de fait, à se montrer plus efficace et plus concis dans sa narration. Le récit s'ouvre par un résumé au moyen d'une coupure de presse, occupant l'ensemble de la première case. Ce procédé, que Pierre Assouline qualifie de « degré zéro du dessin », est récurrent dans l'œuvre d'Hergé puisqu'il l'utilise de nouveau dans Le Trésor de Rackham le Rouge, à la suite de ce récit, et dans Les Sept Boules de cristal. Dans L'Oreille cassée, la coupure de presse est même remplacée par un poste de radio.
Enfin, la dernière planche de l'album revêt une importance particulière dans le sens où elle doit permettre au lecteur d'assurer la continuité avec Le Trésor de Rackham le Rouge, qui comportera la suite du récit et, partant, la quête puis la découverte de ce fameux trésor. À cette occasion, Tintin brise le quatrième mur en s'adressant directement au lecteur pour l'inviter à le suivre dans le prochain opus : « Naturellement, cela n'ira pas sans peine, je suppose, sans doute aurons-nous encore avant de découvrir ce trésor de nombreuses aventures. Ce sont ces aventures, chers amis, qui vous seront contées dans Le Trésor de Rackham le Rouge. ». Ce procédé est assez peu utilisé par Hergé et ne se retrouve qu'à deux autres reprises dans l'ensemble de la série, d'abord à la fin du Sceptre d'Ottokar, où Tintin adresse un clin d'œil au lecteur comme pour le prendre à témoin de la bêtise des Dupondt, prêts à tomber à l'eau, et sur la couverture des Bijoux de la Castafiore, où Tintin, un doigt sur la bouche et tourné vers le lecteur, l'incite à ouvrir l'album pour découvrir les secrets qui se cachent derrière la scène de tournage représentée.

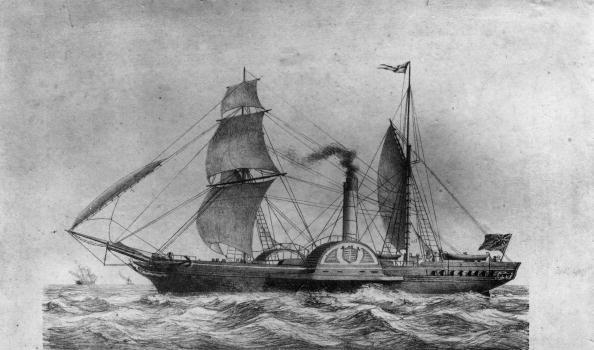
Le Sirius, probablement représenté dans un cadre de l'appartement du capitaine Haddock.

Ainsi, la demande de l'éditeur Casterman de respecter un format à 62 pages contraint la narration en poussant Hergé à étendre son récit sur deux albums. Mais outre le clin d'œil de la dernière page, le lien entre les deux tomes composant le diptyque figure également lorsque, en une seule vignette, Tintin fait une triple rencontre. Quand il se rend pour la première fois chez le capitaine Haddock, ce dernier lui présente le tableau de son aïeul, à l'arrière-plan duquel figure La Licorne, dont la recherche des trois maquettes constitue la base de l'intrigue. Par ailleurs, sur le même mur, un petit cadre situé à gauche du portrait du chevalier, en partie masqué par une bulle, représente un bateau à vapeur. Selon Yves Horeau, il s'agit du Sirius, le premier navire de ce genre à avoir traversé l'océan Atlantique en 1838, et ce choix n'est pas anodin de la part d'Hergé car c'est le nom que l'auteur donnera dans l'album suivant au chalutier qui conduira les héros à la recherche du trésor.

### Style graphique
Au début de sa carrière, Hergé réalise de nombreuses publicités au travers desquelles il perfectionne son art du lettrage et de la composition. Ses talents d'affichiste transparaissent dans la couverture du Secret de la Licorne. Yves Horeau, Jacques Hiron et Dominique Maricq, auteurs d'une étude détaillée de cet album, la considèrent comme l'une des plus belles réalisations graphiques de l'album. Les personnages et les objets sont répartis de manière équilibrée et symétrique sur un fond traité uniformément en aplat de couleur jaune. Ainsi la figure du capitaine Haddock vient en écho de celle de son ancêtre, le chevalier François de Hadoque, dans un tableau fixé au centre de cette composition. De même, à la Licorne visible en arrière-plan de ce tableau répond une autre Licorne, inscrite dans un grand cercle au centre de la couverture  mais agrandie et inversée. L'effet produit par cette vue en gros plan donne l'impression qu'une longue-vue est mise à la disposition du lecteur, un procédé qu'Hergé reprendra pour la couverture de Coke en stock.
Le dessin particulièrement soigné de La Licorne prouve à lui seul la qualité graphique de l'album. Il est le résultat d'un long travail de composition, car comme le remarque Jean-Claude Lemineur, spécialiste de la marine française, le niveau de détail des gréements est plus poussé que celui de la simple coque. Le dessin de La Licorne n'est pas immuable : s'il conserve l'allure générale de son navire, Hergé y apporte quelques modifications mineures au fil de la parution de cette aventure dans les pages du Soir en s'appuyant notamment sur les conseils de son ami Gérard Liger-Belair qui en réalise une maquette pour vérifier la vraisemblance. De même, un certain nombre de corrections sont apportées entre la parution des strips quotidiens et la réalisation de l'album en couleurs.
Plusieurs vignettes témoignent de la maîtrise graphique d'Hergé. Le dessinateur interroge notamment la fixité de l'image en produisant un effet stroboscopique dans une case de la 25e planche. Armé d'un sabre, le capitaine rejoue le combat de son ancêtre avec le pirate Rackham le Rouge. Au moment de porter le coup de grâce, le capitaine se déchaîne, et le dessinateur le représente agrémenté de cinq têtes, huit bras et huit jambes. L'utilisation de cet effet Marey permet au continuum de l'action de se constituer au détriment de l'unité du sujet.

### Le réalisme en question
S'il salue dans le dessin de La Licorne une « merveilleuse création artistique », Jean-Claude Lemineur tient néanmoins à souligner que celle-ci est « dénuée de toute valeur historique » : pour créer son vaisseau de troisième rang, Hergé a copié un navire de second rang, le Brillant, en rétrécissant la largeur de sa poupe et en réduisant son nombre de canons. Bien que fidèle au style de la marine française, La Licorne comporte certaines erreurs qui créent, selon Lemineur, « un fossé infranchissable entre le rêve d'Hergé et la réalité ». De même, la scène de l'abordage de La Licorne est jugée peu vraisemblable. Il est peu probable qu'un pirate comme Rackham le Rouge prenne l'initiative d'attaquer un bâtiment de guerre comme La Licorne : d'une part, la disproportion des forces est évidente entre les deux bateaux, au désavantage des pirates, d'autre part, ces derniers s'intéressent plutôt aux navires commerciaux et non aux navires de guerre. La réaction du chevalier de Hadoque est tout aussi improbable puisqu'il décide de fuir malgré la supériorité supposée de La Licorne.
Par ailleurs, si la façon dont Tintin s'évade de la crypte du château de Moulinsart en cassant le mur à l'aide d'un bélier semble ingénieuse, elle est irréaliste. Pour le construire, il se sert des draps de son lit comme d'une corde qu'il suspend à un crochet au plafond et à laquelle il accroche une poutre. En la manœuvrant, il doit maintenir à l'horizontale cette poutre qui n'est fixée qu'en un seul point, en plus de la pousser pour enfoncer le mur. D'après Sylvie Redon-Clauzard, Tintin n'aurait pu effectuer cette manœuvre que si la poutre avait été soutenue par plusieurs points. De plus, compte tenu de ses dimensions, son poids doit dépasser les 100 kilogrammes, ce qui la rend difficilement manipulable pour un homme seul.

### La problématique de l'identité et de la filiation
Jan Baetens rappelle que le chevalier François de Hadoque peut être vu comme le père que se rêve le capitaine, ce qui apparaît manifestement quand Haddock s'affuble du chapeau et du sabre d'abordage de son ancêtre, refaisant à sa place chacun de ses gestes. Les travaux du psychanalyste Serge Tisseron ont démontré que la problématique de l'identité et de la filiation est récurrente dans Les Aventures de Tintin, et trouve son origine dans le secret familial qui entoure la figure du père : le père et l'oncle d'Hergé, frères jumeaux, seraient nés d'un père inconnu mais probablement d'origine illustre, voire royale. Pour Serge Tisseron, la figure du père est liée à celle du roi et aux sons /k/, /a/ et /ʁ/ dans lesquels elle s'incarne : Hergé apprend d'ailleurs au lecteur dans Le Sceptre d'Ottokar que le signifiant « kar » veut dire roi en syldave. Ainsi les sons /k/, /a/ et /ʁ/ sont omniprésents dans l'œuvre d'Hergé, à travers les noms des personnages, et à ce titre, Le Secret de La Licorne est édifiant. Le nom  du collectionneur Ivan Ivanovitch Sakharine est caractéristique : dans ce nom, inspiré de la construction des patronymes russes, le fils, Ivan, est identique au père, et ce père peut être rapproché de la figure du roi par la présence du signifiant /KAR/ dans le nom de famille. Dans un album qui interroge l'origine et l'identité du capitaine Haddock, ce même Sakharine recherche lui aussi les trois Licornes qui doivent mener au trésor.